# وزارة الإعلام والثقافة والسياحة (نيجيريا)
وزارة الإعلام والثقافة والسياحة (بالإنجليزية: Federal Ministry of Information and Culture)‏ هي وزارة نيجيرية تتمثل مهمتها في تزويد المواطنين النيجيريين بمعلومات موثوقة وفي الوقت المناسب عن الأنشطة والبرامج والمُبادرات الحكومية وإيجاد البيئة التكنولوجية للتنمية الاجتماعية والاقتصادية في نيجيريا. يرأس الوزارة وزير يُعينه رئيس نيجيريا. واعتبارًا من 14 فبراير 2016 ، أصبح الوزير لاي محمد.